# サルオガセ
サルオガセ（猿尾枷、猿麻桛）は、「樹皮に付着して懸垂する糸状の地衣」（広辞苑）。霧藻、蘿衣ともいう。分類学上では、サルオガセ科サルオガセ属（Usnea）の地衣類の総称。
落葉広葉樹林や針葉樹林など、霧のかかるような森林の樹上に着生する。その形は木の枝のように枝分かれし、下垂する。しかし樹木のない南極に自生するナンキョクサルオガセ（インモウゴケ）は例外で、岩石に着生する。
日本ではヨコワサルオガセやアカサルオガセをはじめ、およそ40種類確認されており、世界では600種以上と言われる。ヨコワサルオガセはリトマス試験紙の原料となる。
南アメリカ原産のサルオガセモドキ（Tillandsia usneoides）は外観がサルオガセに酷似しているが、地衣類ではなくパイナップル科チランジア属に属する被子植物である。

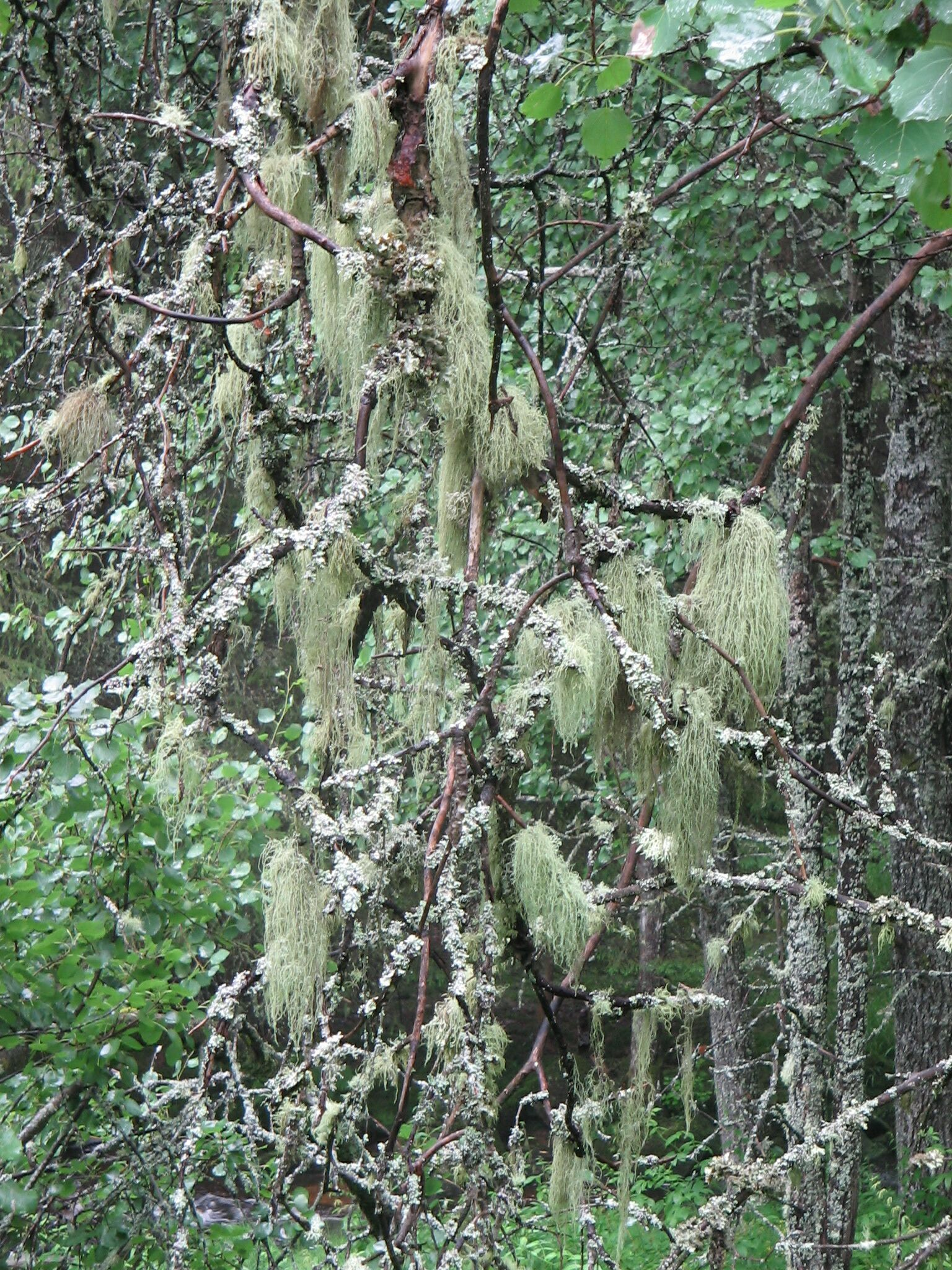